# Estação Jardim Zoológico
Jardim Zoológico (até 1998: Sete Rios) é uma estação do Metropolitano de Lisboa. Situa-se no concelho de Lisboa, em Portugal, entre as estações Laranjeiras e Praça de Espanha da Linha Azul. É uma das onze estações pertencentes à rede original do Metropolitano de Lisboa, inaugurada a 29 de dezembro de 1959.

## Descrição
Esta estação está localizada na Praça Marechal Humberto Delgado, vulgarmente conhecida Praça de Sete Rios. A estação possibilita o acesso ao Jardim Zoológico de Lisboa, à Estação Ferroviária de Sete Rios e ao terminal rodoviário (antigo PMO I). O projeto arquitetónico original (1959) é da autoria do arquiteto Falcão e Cunha e as intervenções plásticas da pintora Maria Keil.

## Ampliação

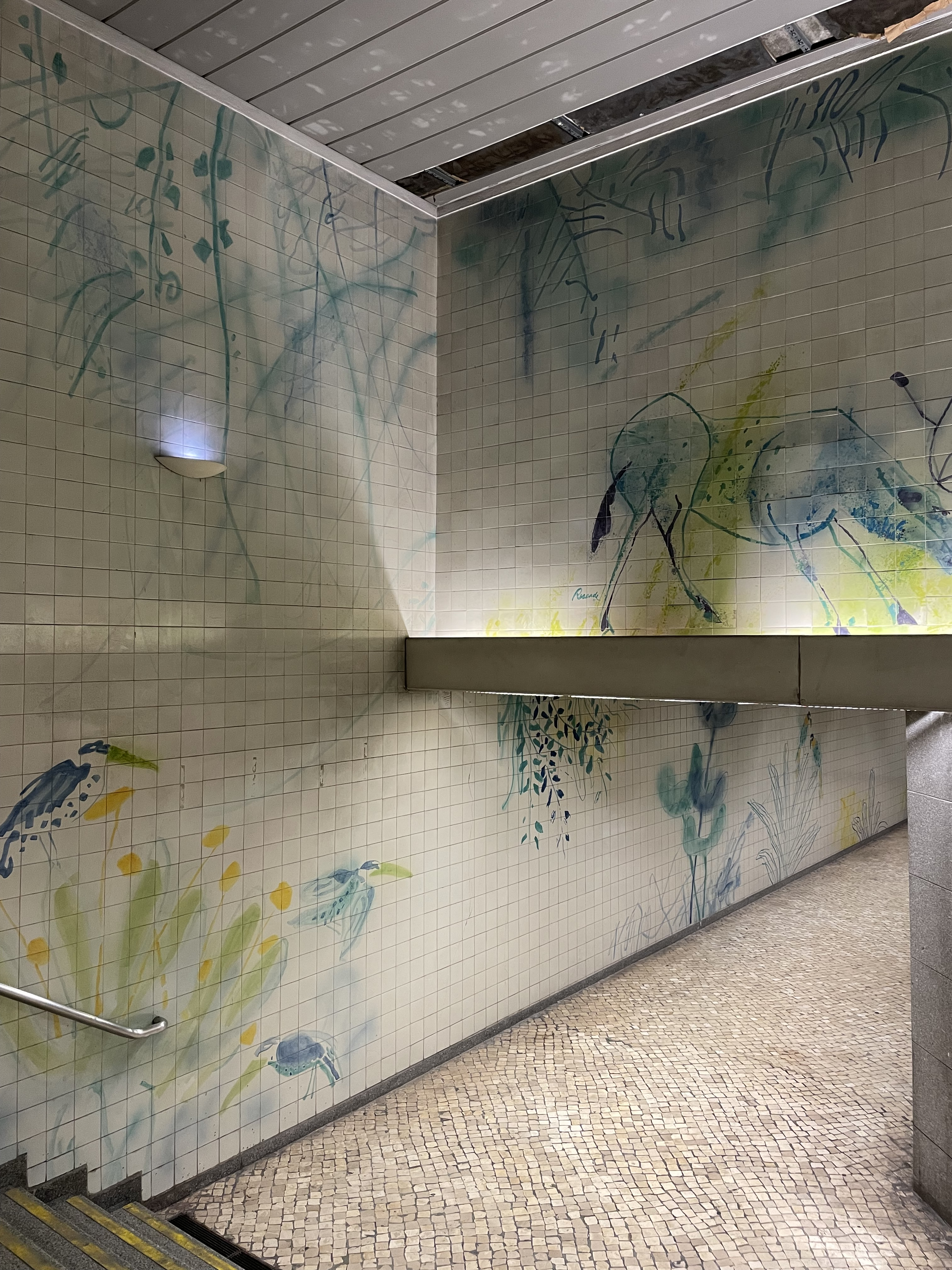
Intervenções plásticas da autoria de Júlio Resende

A 25 de julho de 1995 foi concluída a remodelação completa da estação com base num projeto arquitetónico da autoria do arquiteto Benoliel de Carvalho e as intervenções plásticas do pintor Júlio Resende. A remodelação da estação integrou-se nas obras de prolongamento das plataformas e de construção do átrio sul, com ligação à Estação Ferroviária de Sete Rios.

## Acessos
Esta estação conta com sete acessos pedonais:
- Acesso 1 - está localizado na Praça Marechal Humberto Delgado, próximo da entrada do Jardim Zoológico de Lisboa. Está direcionado para nordeste e conta com escadas pedonais.
- Acesso 2 - está localizado na Praça Marechal Humberto Delgado, do lado nascente do prolongamento da Av. Columbano Bordalo Pinheiro. Está direcionado para nordeste e conta com escadas pedonais.
- Acesso 3 - está localizado na Praça Marechal Humberto Delgado, do lado poente do prolongamento da Av. Columbano Bordalo Pinheiro. Está direcionado para sudeste e conta com escadas pedonais.
- Acesso 4 - está localizado na Praça Marechal Humberto Delgado, entre o final da Estrada de Benfica e o prolongamento da Av. Columbano Bordalo Pinheiro. Está direcionado para sudoeste e conta com escadas pedonais.
- Acesso 5 - está localizado no passeio sul da Av. das Forças Armadas, próximo do cruzamento com a Av. Columbano Bordalo Pinheiro. Está direcionado para nordeste e conta com escadas pedonais.
- Acesso 6 - está localizado no passeio nascente da Av. Columbano Bordalo Pinheiro, próximo da Estação Ferroviária de Sete Rios. Está direcionado para sudoeste e conta com escadas pedonais.
- Acesso 7 - está localizado no interior do edifício da Estação Ferroviária de Sete Rios. Está direcionado para sudoeste e conta com duas escadas mecânicas assim como escadas pedonais.